# Ronaldo Angelim
Ronaldo Simões Angelim, detto Ronaldo Angelim (Porteiras, 26 novembre 1975), è un ex calciatore brasiliano, di ruolo difensore.

## Caratteristiche tecniche
Giocava come difensore centrale.

## Carriera

### Club
Nato Porteiras, nella zona interna dello Stato di Ceará, Ronaldo Angelim ha giocato per Icasa, Juazeiro, Ceará e Ituano agli inizi di carriera, e nel 2001 passò al Fortaleza, club nel quale giocò fino al 2005 vincendo quattro campionati statali e due secondi posti in Série B.
Nel 2006, Angelim fu messo sotto contratto dal Flamengo, dove ebbe anche alcune opportunità di giocare da titolare; nella seconda metà del 2007, con l'arrivo dell'altro centrale Fábio Luciano, il difensore non ha più lasciato il posto da titolare, visto che la coppia formatasi al centro della difesa era molto solida.

## Palmarès

### Club

#### Competizioni nazionali
- Campionato brasiliano: 1

Flamengo: 2009
- Campionato Cearense: 5

Ceará: 1999
Fortaleza: 2001, 2003, 2004, 2005
- Campionato Carioca: 4

Flamengo: 2007, 2008, 2009, 2011
- Taça Guanabara: 3

Flamengo: 2007, 2008, 2011
- Coppa del Brasile: 1

Flamengo: 2006
- Taça Rio: 2

Flamengo: 2009, 2011